# Північні території Японії

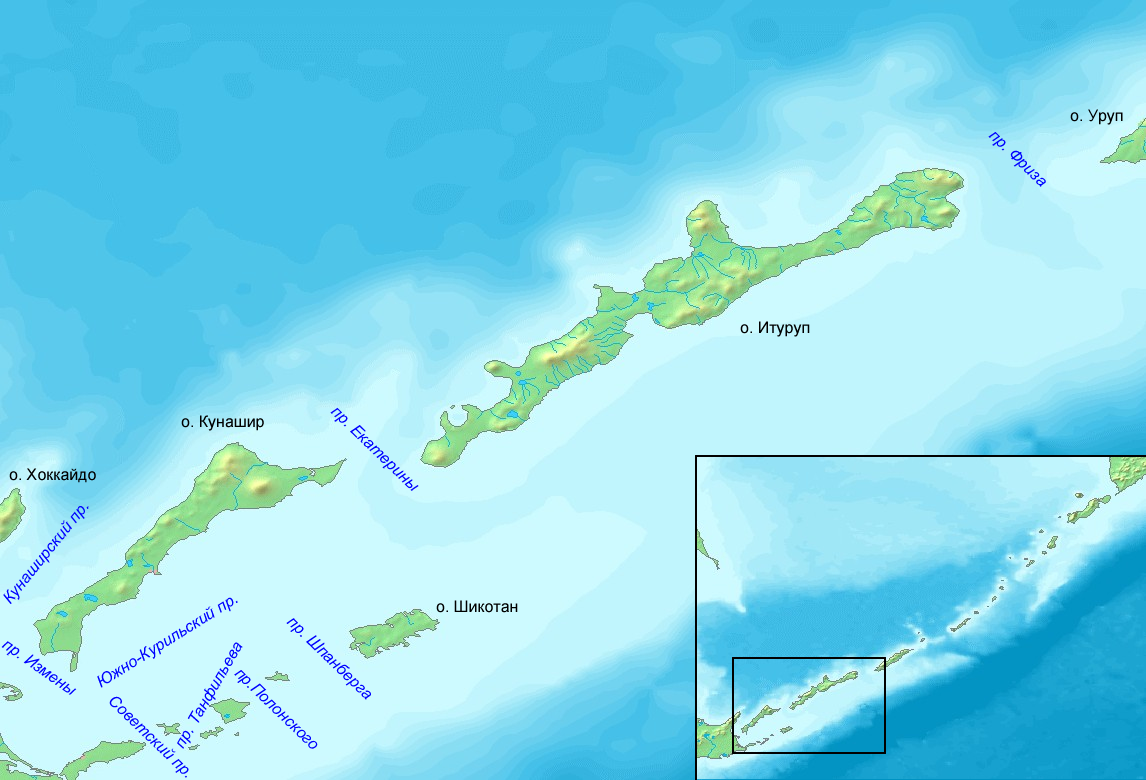
Карта Південних Курил, в тому числі частина о. Уруп

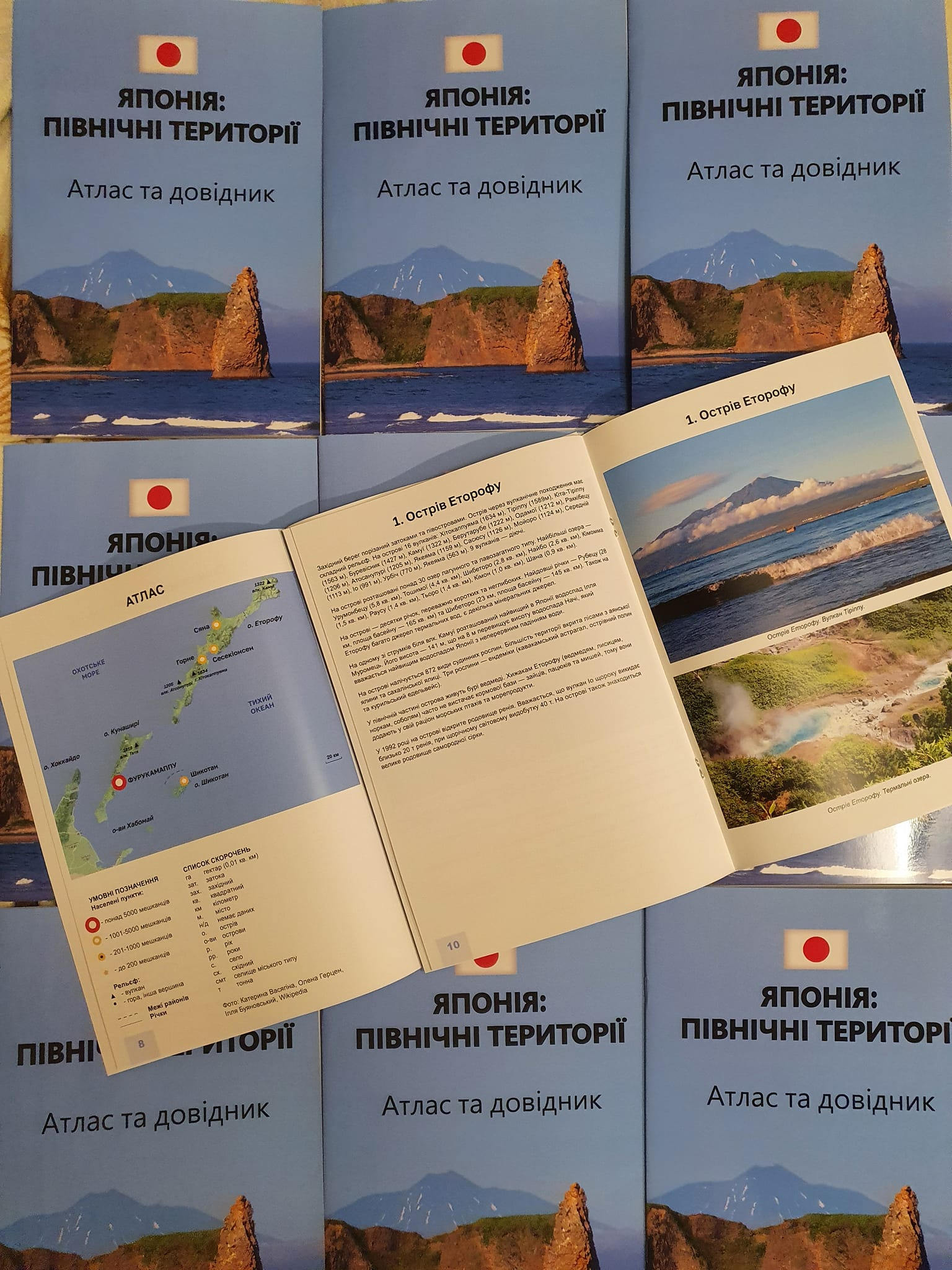
Атлас Північних територій Японії українською мовою, виданий у 2022 р.

Північні території (прийнята назва в Японії) або Південні Курили (прийнята назва в Росії) — умовне позначення південної групи островів Курильського архіпелагу, що об'єднуються в науково-дослідних матеріалах за принципом наявності загальних особливостей географії, геологічної будови, клімату, а також флори та фауни. Включають ланцюг островів Великої Курильської гряди від острова Урупа на півночі до Кунашира на півдні, а також Малу Курильську гряду. Від Північних Курил відрізняються великими розмірами та досить високими піками. Їхня загальна площа становить 5 тис. км² або трохи менше половини всієї площі архіпелагу. Всі острови Південних Курил входять до складу Сахалінської області Росії; і всі, крім Урупа, заперечуються Японією.

## Походження
Усі Південні Курили мають вулканічне походження. У геологічному плані блок островів Південних Курил є прикордонним, перебуваючи у сфері стику Курильської дуги із системами острова Хоккайдо, з яким вони активно взаємодіють у сейсмічному плані. Аналіз закономірностей розподілу землетрусів показує дуже складний та нестабільний характер геології Південних Курил.

## Приналежність
Після «відкриття» Японії в Сімодському трактаті 1855 року майже вся Велика Курильська гряда (окрім Кунашира та Ітурупа ) відійшла Російській імперії, а вся Мала Курильська гряда з Ітурупом та Кунаширом — Японії. Такий статус був підтверджений у подальших договорах — Петербурзькому 1875 та Портсмутському 1905 років.
Наприкінці другої світової війни, 8 серпня 1945 року СРСР оголосив війну Японії. В ході бойових дій радянські війська повністю зайняли Курильські острови. Переговори про належність островів Ітуруп, Кунашир та Шикотан ведуться між Японією та Радянським Союзом / Росією ведеться фактично після закінчення другої світової війни. Останнім часом російська влада неодноразово заявляла, що суверенітет над цими територіями має відповідне міжнародно-правове оформлення і не підлягає сумніву. У свою чергу, Японія не визнає російського суверенітету над південними Курильськими островами та вважає їх своїми.
Вирішення суперечки в міжнародних судових інстанціях блокується Росією. Територіальний диспут є головною перепоною для укладання мирного договору між Японією та Радянським Союзом / Росією після Другої світової війни. Європейський парламент 7 липня 2005 року в резолюції «Відносини між ЄС, Китаєм і Тайванем і безпеку на Далекому Сході», закликав Росію повернути Японії «окуповані території» — Південнокурильські острови. Влада Японії останніми роками уникала вживанню терміну «окупація», описуючи ситуацію навколо південних Курил, і обмежувалася заявою, що «на ці острови поширюється японський суверенітет». На офіційному сайті Олімпіади-2020, яка відбулася в Токіо, острови Південні Курили були позначені як територія Японії на інтерактивній карті.
28 лютого 2022 року директор департаменту МЗС Японії Хідекі Уяма заявив, що Росія окупувала південні Курили.
|  | "Північні території окуповані, і ми вважаємо, що це суперечить міжнародному праву, як і напад російської армії в Україну, що здійснюється в цей момент", – заявив японський дипломат. |

Прем'єр-міністр Японії Фуміо Кісіда під час виступу в Сеймі 7 березня 2022 року назвав південну частину «Курильських» островів «територією, притаманною Японії, територією, над якою Японія має суверенітет».

## Клімат
Для південних островів характерний дещо менш жорсткий вітровий режим, а також більш м'який клімат. На охотоморській стороні до них підходять води теплої течії Соя, а з тихоокеанської сторони підходить холодна (Курильська течія). Його відгалуження входять і в Охотське море по протоках між островами Кетой, Сімушир і Уруп, де поєднуються з теплими водами, створюючи сприятливі умови для формування різноманітності місцевої флори та фауни.
Сума вегетативних температур на Південних Курилах різко наростає від 520°С на півночі Урупа до 1 350°С на Ітурупі і до більш ніж 1750°С на півдні Кунашир, що є максимальним показником для Курильського архіпелагу. Клімат загалом характеризується як океанічний морський через відсутність сильних морозів узимку. Рекорди мінімальних температур для Південних Курил становлять лише -16 ° С, Що трохи нижче ніж на Середніх Курилах. Кількість опадів тут також дещо нижча.

## Флора і фауна
На Південних Курилах панує відносно м'який океанічний клімат, тому бурі ведмеді взагалі можуть не лягати в сплячку. На Кунаширі зафіксовані випадки нападу ведмедів на людей зі смертельними наслідками . Швидкі гірські річки зазвичай не замерзають і продовжує заходити риба.
Протока Буссоль загалом грає роль природного кордону між Середніми та Південними Курилами у флористичному відношенні. Він відокремлює Циркумбореальну (на північ) зону від Східноазійської (на південь), хоча окремі сліди бореальної флори можна знайти і на півночі Урупа, на півострові Кастрикум. У флорі Південних Курил налічується 1215 видів судинних рослин, 535 родів, 128 сімейств, тоді як на Північних Курилах — 582 види, 248 родів і 71 сімейство, на Середніх Курилах — 334, 186, 66б відповідно. Загалом, флора Південних Курил неморальна. Морська флора тут майже багата і різноманітна як і сухопутна. Рівень виразності мінливості та формоутворення у рослин на Південних Курилах значно вищий, ніж на Північних Курильських островах .
На південних островах (Кунашир, Шикотан, південь Ітурупа) поширені темнохвойні та хвойно-широколистяні ліси з ліанами та потужним бамбучником у підліску, місцями (Шикотан, Ітуруп) зустрічається рідколісся з курильської модрини. На північ від перешийка Вітрової на острові Ітуруп і до острова Расшуа в лісовому поясі поширене криволісся з кам'яної берези з курильським бамбуком, вище — кедровий і вільховий стланіки.

## Населення
Зважаючи на сприятливі кліматичні умови, Південні Курили, насамперед на найбільших островах Кунашир, Ітуруп та Шикотан сконцентровано більшу частину жителів Курильського архіпелагу. Інші острови безлюдні, хоча в епоху японської адміністрації (1855—1945) густо заселені були навіть найдрібніші з них. 
| 1959  | 1970  | 1979  | 1989    | 2002  | 2009  | 2010  |
| ----- | ----- | ----- | ------- | ----- | ----- | ----- |
| 5675  | ↘3762 | ↗5114 | ↗10 498 | ↘7108 | ↘6152 | ↗7359 |
| 2011  | 2012  | 2013  | 2014    | 2015  | 2016  | 2017  |
| ↘7334 | ↘6981 | ↘6606 | ↘6153   | ↘5906 | ↗5934 | ↘5561 |
| 2018  | 2019  |       |         |       |       |       |
| ↗6409 | ↗6485 |       |         |       |       |       |

За даними поточного обліку на 1 січня 2021 року, на території Південних Курильських островів проживають 18 810 осіб, що складає 87 % від загального населення Курильських островів.
На початку XXI століття Південні Курили, на відміну Північних і Середніх, зберігають і навіть збільшують своє постійне населення, як цивільне, і військове. На островах Кунашир та Ітуруп ведеться активне будівництво об'єктів інфраструктури.